# Sbarro
Francesco Zefferino Sbarro (ook wel Franco Sbarro) (Apulië (Italië), 27 februari 1939) is een Zwitserse auto-ontwerper die ook motorfietsen bouwde. Zijn bedrijf is sedert 1968 gevestigd in Neuchâtel.

## Auto's
Het eerste model dat Sbarro aanbood was een replica van de Lola T70. Daarna ontwikkelde hij replica's van veel andere modellen, zoals the BMW 328, Ford GT40, Bugatti Royale, en de Mercedes-Benz 540K.
Het zijn echter de bijzondere prototypes waardoor Sbarro bekend is geworden. Elk jaar toont hij op de Autosalon van Genève een nieuwe model, dat in de meeste gevallen nauwelijks realiseerbaar lijkt, maar in ieder geval voor veel publiciteit zorgt.

## Motorfietsen
Sbarro werd wereldberoemd door de uitvinding van een naafloos wiel, waarbij de ophanging rechtstreeks via een “superlager” aan de velg plaatsvond. Dit wiel paste hij zowel op auto’s als motorfietsen toe.

## Opleidingsinstituut
In 1992 richt hij het opleidingsinstituut l'Espace Sbarro op, een school waar de leerlingen naast de theorielessen ook in de praktijk ontwerpen moeten maken die op de autosalon worden gepresenteerd. Naast de vestiging in Neuchâtel, worden ook scholen in Casablanca (Marokko, 1994), en Pontarlier (Frankrijk, 1994) geopend. Deze laatste is in 2007 weer gesloten. De vestiging in Marokko, onder naam Créa is inmiddels ook een kleine productielocatie geworden.

## Externe links

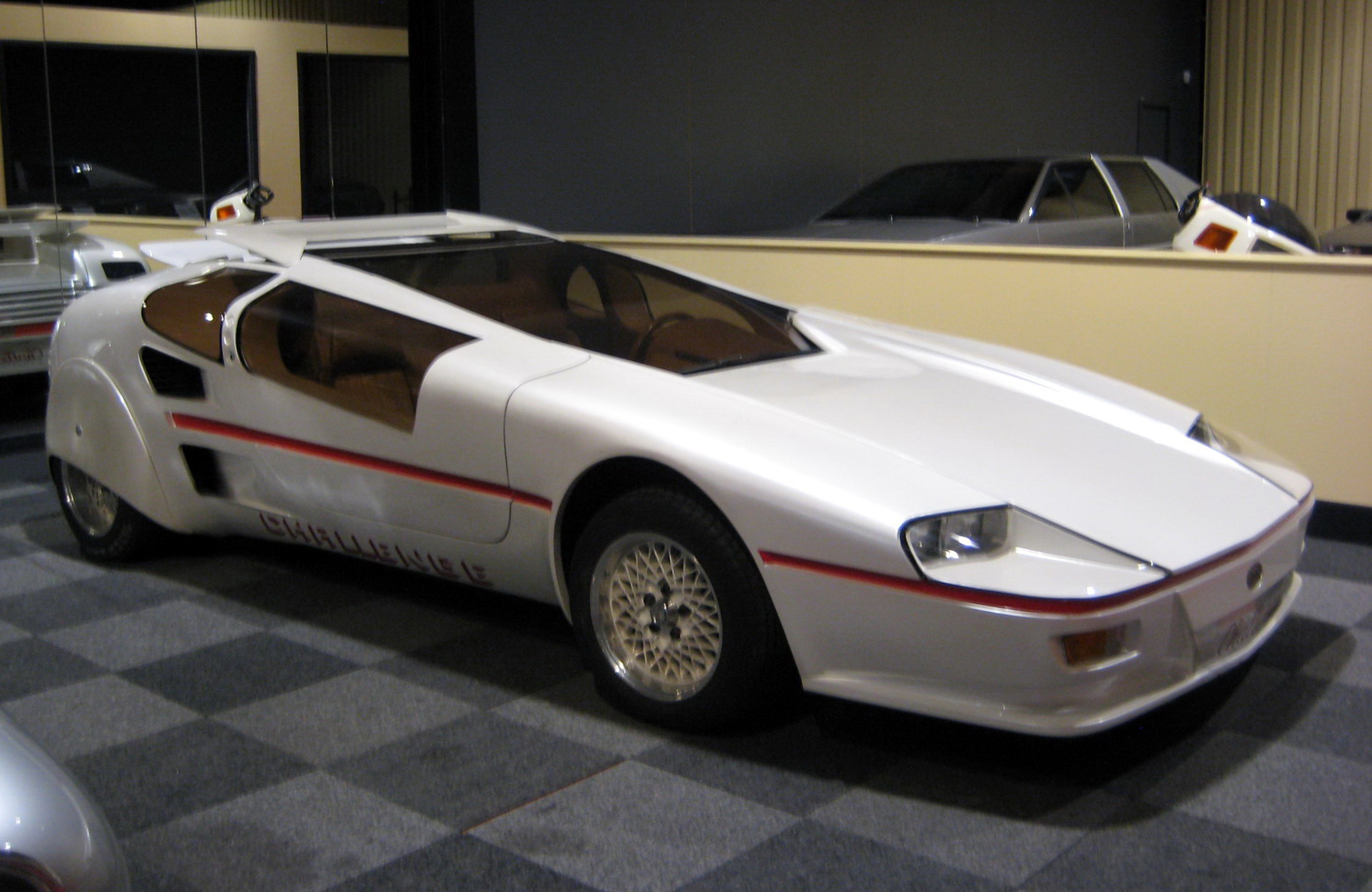
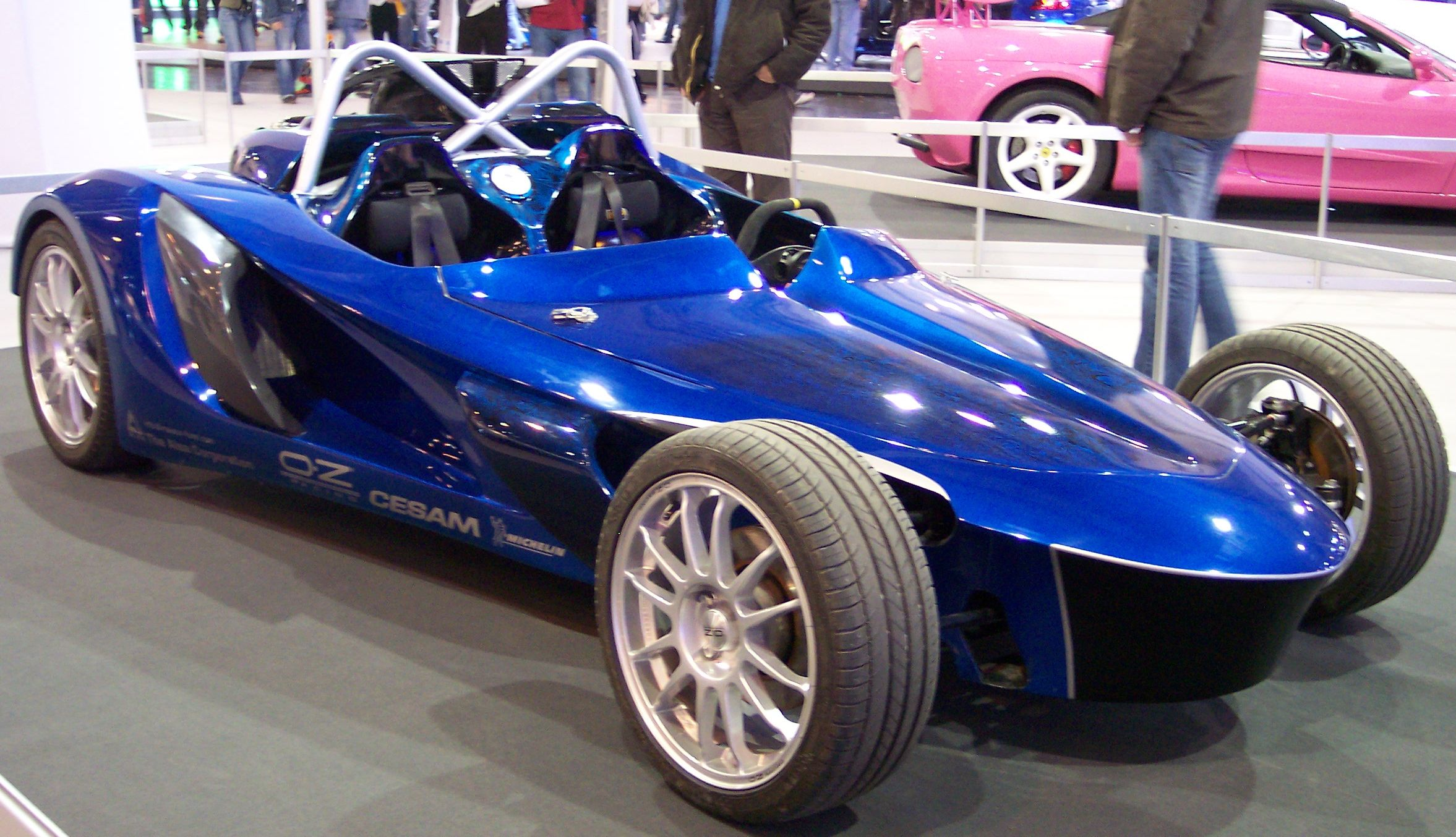
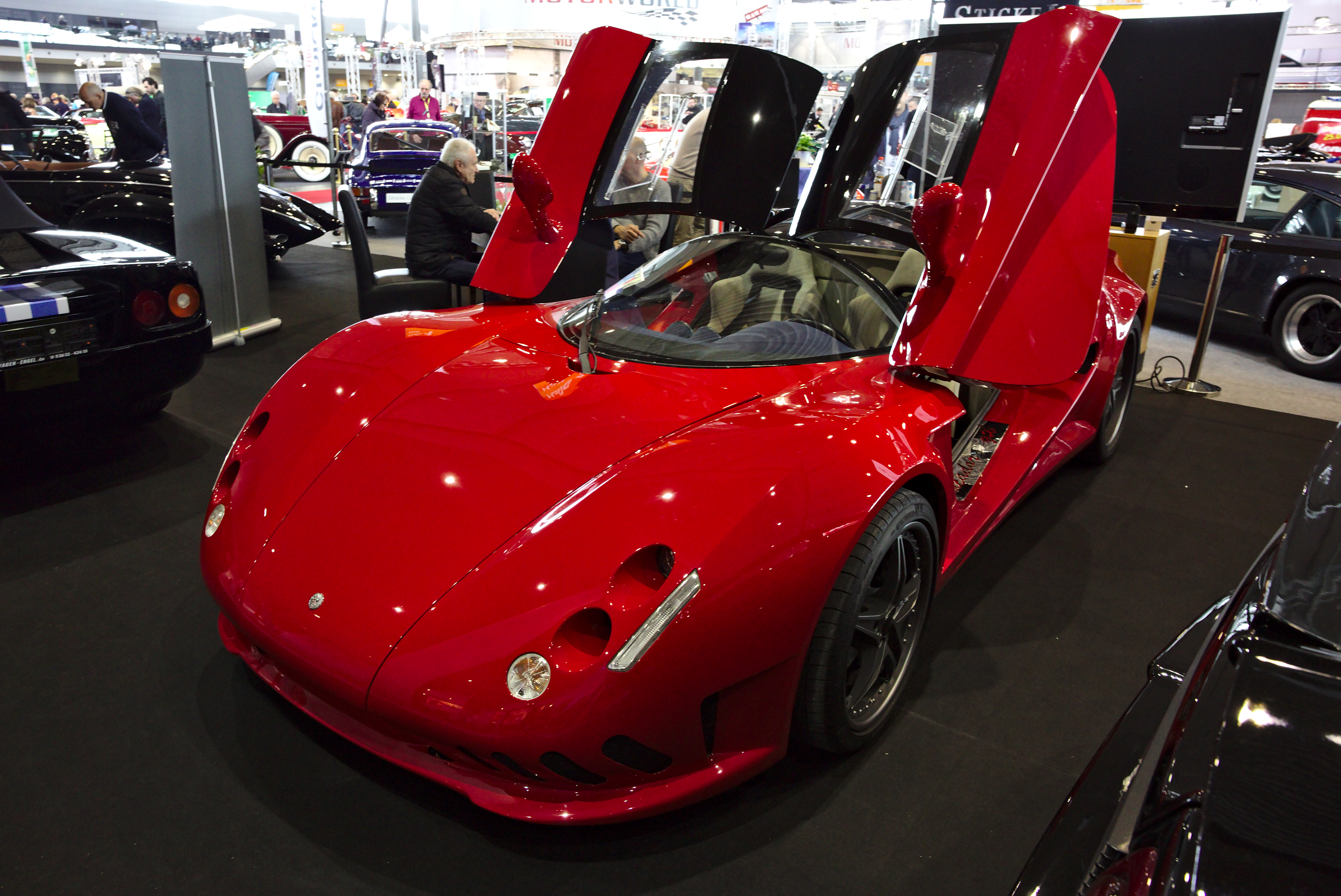
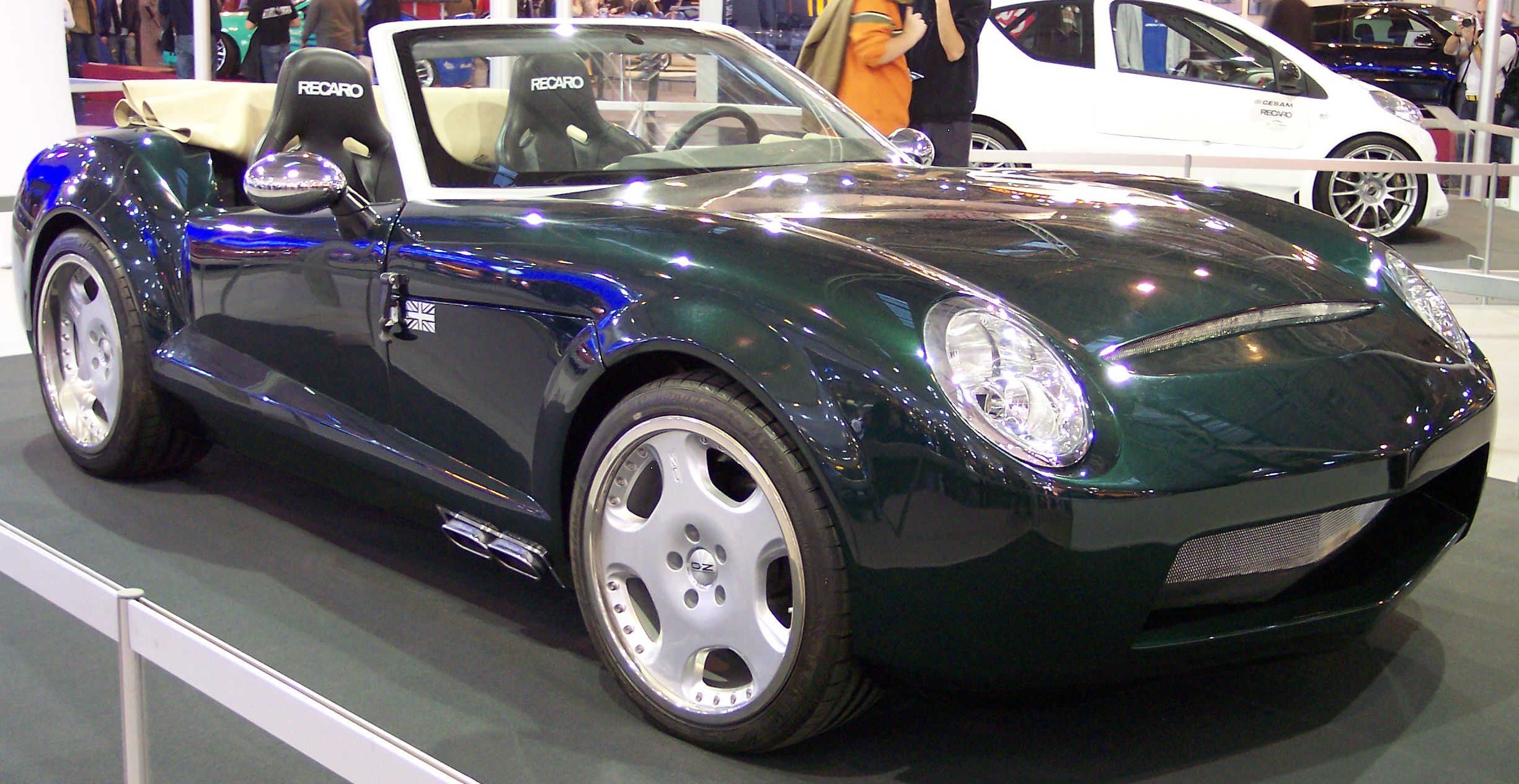
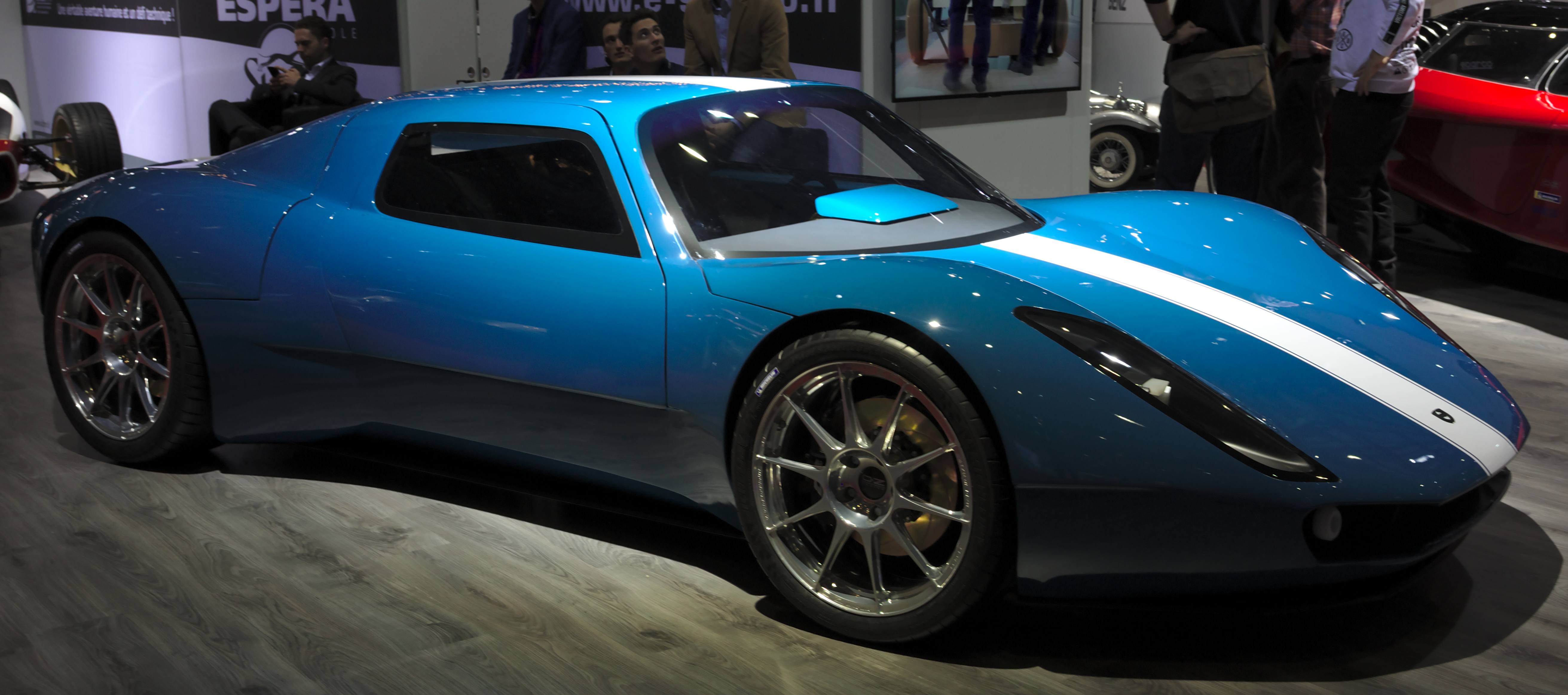